# 大井栄治
大井 栄治（おおい えいじ、1960年 - 1987年5月8日）は競輪選手。日本競輪選手会奈良支部に在籍していた。

## 経歴
実父・大井清（期前・引退）、次弟・大井健司（54期・引退）、末弟・大井啓世（58期）も競輪選手。もっとも、高校時代は野球を行っていた。
報徳学園高等学校野球部時代は、外野手（レフト）で4番打者を務めた。しかし自身の中では、この先野球では先が見えているという考えがあったことから、父・清に倣い、競輪選手への道を志すことになったが、日本競輪学校第43期を受験するも失敗。2度目の受験となる同校44期に合格した。
先行を主体とした競走で、1981年の全日本新人王戦では決勝（9着）へと駒を進め、1981年のオールスター競輪以降、1985年の全日本競輪王戦まで常時特別競輪（現在のGI）に参加。その矢先、白血病に襲われた。
1987年5月8日、近畿大学医学部附属病院にて死去。27歳没。